# Лу Чжи
Лу Чжи (陸治, 1496 —1576) — китайський художник часів династії Мін, представник школи У.

## Життєпис
Народився у 1496 році у м. Сучжоу (провінція Цзянсу). Походив з родини середніх статків. Намагався зробити чиновницьку кар'єру, але не зміг скласти провінційні іспити. після цього стає учнем Вень Чженміна. Майже усе життя присвятив малюванню. За рахунок продажу своїх картин й існував. Втім зважаючи на численних представників школи У в Сучжоу Лу Чжи не мав значних статків до кінця життя. З часом став вести життя відлюдника. Помер у 1576 році.

## Творчість
Працював у жанрі «птахи і квіти», а також займався ландштафтним живописом. НУ найбільш відомій картині-сувої манера письма Лу Чжи проста і чиста. Художник виключно використовував майже «суху» туш і лише невелика «розмиття». Застосування кольору відповідає стилю «синіх вод і зелених гір в малому масштабі», тут майстерно поєднується «теплоту і гармонійність» зі «старечістю і силою».